# كوك خون هونغ
كوك خون هونغ (بالصينية: 郭孔丰) هو رجل أعمال سنغافوري ومطور ولد في عام 1949م. وهو المؤسس المشارك ورئيس مجلس الإدارة والرئيس التنفيذي لشركة ويلمار الدولية، والتي حولها إلى أحد مجموعات الأعمال الزراعية الرائدة في آسيا، وأكبر تاجر لزيت النخيل في العالم، وهو أيضًا رئيس شركة "بيرينيال القابضة للعقارات" (بالإنجليزية: Perennial Real Estate Holdings Ltd)‏. تقدر ثروته الصافية اليوم بـ 3.2 مليار دولار أمريكي.

## حياته المهنية
حصل كوك على درجة البكالوريوس في التجارة من جامعة مكغيل في عام 1973م وبدأ حياته المهنية في تداول السلع الخفيفة في شركة (كوك للزيوت والحبوب). أصبح لاحقاً العضو المنتدب للشركة، وطور مجمع (باسير جودانج) لتكرير زيوت الطعام في جوهور، تلاه أول مصفاة لزيوت الطعام في الصين والتي تدعى "بحار الجنوب للزيوت والدهن" (بالإنجليزية: South Seas Oils and Fats)‏.
في عام 1991م، غادر مجموعة كوك وبدأ شركة "ويلمار" مع رجل الأعمال الإندونيسي الصيني "مارتوا سيتوروس" بعد فترة وجيزة من انضمامه إلى مجلس الإدارة كمؤسس مشارك، بدأوا كشركة صغيرة لتجارة السلع برأس مال أولي قدره 2 مليون دولار سنغافوري من رهن منزل عائلته، وتمويل إضافي حصلوا عليه من شركة "كوك هوك سوي وأولاده" (بالإنجليزية: Kuok Hock Swee and Sons)‏، وهي شركة استثمار يملكها والده. نمت شركة "ويلمار" بسرعة منذ البداية، مع نمو أولي في سوق زيوت الطعام الإندونيسية، تلاها تطوير مزارع نخيل زيت سومطرة ومصافي زيت الطعام الإندونيسية. أدى التوسع الكبير في تكرير زيوت الطعام في الصين ومشروع مشترك مع مجموعة "أداني" في الهند إلى وضعها في مكانة رائدة في أكبر الأسواق الاستهلاكية لزيت الطعام في آسيا.
في عام 2007م، وبعد انقطاع دام 16 عاماً، اتفق مع عمه روبرت كوك على دمج أصول مجموعة كوك لزيوت الطعام والتجارة وزيت النخيل مع شركة "ويلمار" مقابل حصة تساوي 31٪ في الشركة. أدى الاندماج إلى توحيد مساهمات كوك خون هونغ في بداية حياته المهنية في مجموعة كوك مع النمو السريع لشركة "ويلمار العالمية" بقيادته هو و"مارتوا سيتوروس" منذ عام 1991م. 
في عام 2012م، اُنتُخِبَ زميلاً فخرياً في كلية المجدلية بجامعة كامبريدج.
في عام 2019م، حصل كوك على جائزة الصداقة الحكومية الصينية، وهي أعلى جائزة تقدمها جمهورية الصين الشعبية للأجانب الذين قدموا مساهمات بارزة في التقدم الاقتصادي والاجتماعي للبلاد. 

## الأعمال الخيرية
في مايو 2020م، تبرع كوك وشركته "ويلمار العالمية"، بمبلغ 7 ملايين دولار سنغافوري لصندوق مصروف الطلبة بمدرسة "سترايت تايمز" (بالإنجليزية: Straits Times)‏، كجزء من جهود الإغاثة المجتمعية في سنغافورة خلال جائحة كورونا.
بالتعاون مع مجموعة "ويلمار"، أنشأ وموّل العديد من المدارس في إندونيسيا بالإضافة إلى دور كبار السن ودور الأيتام في الصين، وقد حاز على تقدير الحكومة لنموذجها عالي الجودة للأعمال الخيرية وحوكمتها. 
أنشأ كوك منحة "كي كي إتش" (بالإنجليزية: KKH)‏ في جامعة سنغافورة للإدارة وجامعة سنغافورة للتكنولوجيا والتصميم، بالإضافة إلى منحة "كي كي إتش" في الكلية المجدلية بجامعة كامبريدج. 

## حياته الشخصية
وُلد كوك في قرية ميرسينغ الساحلية في جوهور بماليزيا، وهو الثاني من بين أربعة أطفال لوالديه "كوك هوك سوي" و"تان سيك مينج". كان والده ابن عم كبير للملياردير الماليزي الصيني روبرت كوك. تلقى تعليمه في مدرسة "سري ميرسينق" الابتدائية ، ومدرسة "سانت جوزيف" وارتاد كلية اللغة الإنجليزية "جوهور باهرو".
كان والده "كوك هوك سوي"، قد وصل إلى الملايو البريطانية آنذاك من فوتشو في جنوب الصين في سن 18. شغَّل متجراً للبقالة في ميرسينغ، والذي وسعه ليصبح نشاطاً تجارياً مزدهراً يوزع المواد الغذائية على طول الساحل الشرقي لشبه جزيرة ماليزيا. دُمجَ المتجر لاحقاً مع مجموعة ابن العم "روبرت كوك" التي تتوسع بسرعة، والتي تضمنت آنذاك أول فندق شنغريلا في سنغافورة. 
تتبع عائلة كوك أصولها من القرن الثامن من سلالة تانغ الحاكمة والجنرال "جو زي" (بالإنجليزية: Guo Ziyi)‏، قائد جيش تانغ الذي سحق تمرد آن لوشان. 
كوك متزوج وله أربعة أطفال - 3 أبناء وابنة واحدة. ابنه الأكبر "كوك مينق هان" رائد أعمال في مجال التكنولوجيا الحيوية ومؤسس "كامتيك" (بالإنجليزية: Camtech)‏. أما ابنه الثاني "كوك مينق رو" عَمِلَ كمغني/كاتب أغاني هاوٍ قبل أن يشارك في تأسيس منصة إنشاء الموسيقى الاجتماعية الشهيرة "باند لاب تيكنولوجيز" (بالإنجليزية: BandLab Technologies)‏.